# Эмар, Антуан
Антуан Эмар (фр. Antoine Aymard; 1773—1861) — французский военный деятель, генерал-лейтенант (1832 год), барон (1808 год), пэр Франции (1834 год), участник революционных и наполеоновских войн.

## Биография
20 декабря 1792 года вступил добровольцем в 7-й батальон волонтёров департамента Од, 15 февраля 1793 года выбран старшим сержантом, 24 апреля избран сослуживцами капитаном 4-й свободной роты Ода, которая влилась в состав 1-й полубригады лёгкой пехоты. 5 августа 1793 года по рекомендации генерала Флера молодой Эмар переведён в штаб Армии Восточных Пиренеев, 17 сентября был ранен в сражении при Пейресторте в Каталонии. После гибели генерала Лагарпа, 8 мая 1796 года зачислен в ряды 17-й полубригады лёгкой пехоты, с которым сражался в Италии вплоть до Люневильского мира. При Лоди во главе своей роты он отбросил австрийских гусар, и захватил на Адде три лодки загруженные провизией. 5 августа при Кастильоне захватил две пушки и гаубицу. При Риволи во главе 50 солдат был окружён превосходящим врагом, умело вёл активную оборону, используя поваленные деревья, защищал позицию до подхода подкреплений. При Бормиде с двумя ротами охватил левый фланг противника, и при помощи егерей захватил 80 пленных. При Нови получил сквозное пулевое ранение.
20 августа 1804 года — командир батальона 8-го полка линейной пехоты, участвовал в кампаниях 1805 и 1806 годов в составе дивизии Риво 1-го корпуса. 23 февраля 1807 года произведён в полковники и назначен командиром 32-го полка линейной пехоты в составе дивизии Дюпона, во главе которого отличился в сражении 14 июня 1807 года при Фридланде.
После заключения Тильзитского мира вместе с полком направлен в Испанию, где и сражался с 1808 по 1812 годы. 28 июля 1809 года в сражении при Талавере нанёс поражение 2-й бригаде английской гвардии, был тяжело ранен и награждён королём Жозефом почётным крестом с алмазами, участвовал в захвате Мадрида. 4 ноября 1810 года при переходе через Рио-Альмангору два батальона 32-го линейного полка под командованием Эмара и три полка кавалерии генерала Мийо опрокинули испанскую армию, захватили всю артиллерию и больше пленных, чем было самих атакующих.
В начале апреля 1813 года возвратился во Францию, 12 апреля 1813 года — бригадный генерал, принимал участие в Саксонской кампании, 13 июля 1813 года — командир 2-й бригады 5-й пехотной дивизии 9-го корпуса Великой Армии, 6 августа переведён в состав 4-й дивизии Императорской гвардии, 10 октября 1813 года отличился в сражении при Наумбурге, где смог отразить сильные атаки противника, ранен при Лейпциге, 30 декабря 1813 года — командир 1-й бригады 6-й дивизии Молодой гвардии. В 1814 году сражался в Бельгии, заслужил доверие Лазара Карно, губернатора Антверпена. Во главе своего небольшого отряда (1200 солдат Молодой гвардии, эскадрон Красных улан, два орудия) очистил страну от неприятеля, отличился в сражении при Куртре, где полностью разгромил интервентов.
При первой реставрации Бурбонов был назначен 1 октября 1814 года командующим департамента Эро, во время «Ста дней» вновь присоединился к Императору и 22 апреля 1815 года возглавил 1-ю бригаду Императорской гвардии, занимался организацией новых полков в Суасоне, где его застала новость о разгроме при Ватерлоо. При второй реставрации вышел 1 января 1816 года в отставку, после Июльской революции 1830 года возвратился на службу и был назначен 29 ноября 1830 года командующим департамента Рона, 4 декабря 1830 года — командир 1-й суб-дивизии в Воклюзе, 30 сентября 1832 года произведён в генерал-лейтенанты. Во время беспорядков в Лионе в 1830—34 годах командовал 7-м военным округом и суровыми методами восстановил власть закона, за что 30 сентября 1834 года награждён достоинством пэра Франции, 31 мая 1848 года определён в резерв.

## Титулы
- Барон Эмар и Империи (фр. baron Aymard et de l'Empire; декрет от 19 марта 1808 года, патент подтверждён 20 июля 1808 года)[1].

## Награды
Легионер ордена Почётного легиона (14 июня 1804 года)
 Офицер ордена Почётного легиона (11 июля 1807 года)
 Коммандан ордена Почётного легиона (8 декабря 1808 года)
 Кавалер военного ордена Святого Людовика (13 августа 1814 года)
 Великий офицер ордена Почётного легиона (1834 год)
 Командор королевского ордена Испании
- Дотация в 4000 франков с департамента Рим (17 марта 1808 года)
- Дотация в 4000 франков с Вестфалии